# Cladopelma bicarinata
Cladopelma bicarinata är en tvåvingeart som först beskrevs av Lars Zakarias Brundin 1947.  Cladopelma bicarinata ingår i släktet Cladopelma och familjen fjädermyggor. Inga underarter finns listade i Catalogue of Life.